# Campo de Fútbol de Vallecas
Het Campo de Fútbol de Vallecas is een voetbalstadion in Madrid, dat plaats biedt aan 14.708 toeschouwers. De bespeler van het stadion is Rayo Vallecano.
Het stadion droeg de naam Estadio Teresa Rivero van de opening in 1976 tot aan 2011, maar toen werd de naam veranderd naar Campo de Fútbol de Vallecas.